# Jóhanna Fossdalsá Sørensen
Jóhanna Fossdalsá Sørensen, född 28 november 2005 i Hoyvík, Färöarna, är en dansk fotbollsspelare (mittfältare).
Fossdalsá kom 2023 från FC Nordsjælland till BK Häcken FF. Hon debuterade 2024 i det danska A-landslaget.